# Силлинджер, Коул
Ко́ул Си́ллинджер (англ. Cole Sillinger; 16 мая 2003, Колумбус) — канадский хоккеист, нападающий сборной Канады по хоккею и клуба «Коламбус Блю Джекетс»; сын хоккеиста Майка Силлинджера.

## Карьера

### Клубная

#### WHL и USHL
Играл за команду «Медисин-Хат Тайгерс», выступающей в западной хоккейной лиге; в сезоне 2019/20 он стал четвёртым бомбардиром команды по набранным очкам.
В сезоне 2020/21 играя в USHL за «Су-Фолс Стэмпид», он стал лидером команды по набранным очкам и получил награду новичка года по итогам голосования.

#### НХЛ
Был выбран на драфте НХЛ 2021 года в 1-м раунде под общим 12-м номером клубом «Коламбус Блю Джекетс». 19 августа заключил с клубом трёхлетний контракт новичка. Дебютировал в НХЛ 15 октября 2021 года в матче с «Аризоной», матч закончился крупной победой «Коламбуса» 8:2; в этом же матче он заработал первые очки в карьере, отдав голевую передачу. 22 октября в мачте с «Нью-Йорк Айлендерс» забросил первую шайбу в карьере; «Коламубус» выиграл матч в овертайме 3:2. 4 ноября в матче с «Колорадо» оформил свой первый дубль в карьере, «Коламубус» выиграл матч в овертайме 5:4. 14 марта 2022 года в матче с «Вегасом» оформил первый хет-трик в карьере, «Коламбус» выиграл 6:4. В дебютном сезоне он забросил 16 шайб и оформил 15 передач, но «мундиры» во второй раз подряд не смогли пробиться в плей-офф.

### Международная
Вошёл в состав сборной Канады для участия на ЧМ-2022. В стартовом матче со сборной Германии открыл счёт в матче, забросив первую шайбу в карьере за основную сборную, а «кленовые» выиграли со счётом 5:3. Всего за весть турнир забросил 3 шайбы, а канадцы завоевали серебряные медали, уступив в финале финнам в овертайме со счётом 4:3.

## Семья
Сын знаменитого в прошлом хоккеиста Майка Силлинджера.

## Статистика

### Клубная
| Сезон       | Команда              | Лига        | И   | Г  | П  | О  | Штр | И | Г | П | О  | Штр |
| 2018–19     | Реджайна Пэтс        | SMAAAHL     | 39  | 31 | 45 | 76 | 44  | 8 | 4 | 7 | 11 | 24  |
| 2018–19     | Медисин-Хат Тайгерс  | WHL         | 4   | 0  | 2  | 2  | 0   | 6 | 1 | 0 | 1  | 0   |
| 2019–20     | Медисин-Хат Тайгерс  | WHL         | 48  | 22 | 31 | 53 | 22  | — | — | — | —  | —   |
| 2020–21     | Су-Фолс Стэмпид      | USHL        | 31  | 24 | 22 | 46 | 39  | — | — | — | —  | —   |
| 2021–22     | Коламбус Блю Джекетс | НХЛ         | 79  | 16 | 15 | 31 | 37  | — | — | — | —  | —   |
| 2022–23     | Коламбус Блю Джекетс | НХЛ         | 64  | 3  | 8  | 11 | 22  | — | — | — | —  | —   |
| 2022–23     | Кливленд Монстерз    | AHL         | 11  | 2  | 4  | 6  | 12  | — | — | — | —  | —   |
| 2023–24     | Коламбус Блю Джекетс | НХЛ         | 77  | 13 | 19 | 32 | 46  | — | — | — | —  | —   |
| Всего в НХЛ | Всего в НХЛ          | Всего в НХЛ | 220 | 32 | 42 | 74 | 105 | — | — | — | —  | —   |

### Международная
| Год                       | Сборная                   | Турнир                    | Место                     |                           | И  | Г | П | О | Штр |
| 2019                      | Канада Белая              | Кубок Вызова              | 4                         | 6                         | 5  | 0 | 5 | 2 |     |
| 2022                      | Канада                    | ЧМ                        | 2                         | 10                        | 3  | 0 | 3 | 8 |     |
| Всего на юниорском уровне | Всего на юниорском уровне | Всего на юниорском уровне | Всего на юниорском уровне | Всего на юниорском уровне | 6  | 5 | 0 | 5 | 2   |
| Всего на взрослом уровне  | Всего на взрослом уровне  | Всего на взрослом уровне  | Всего на взрослом уровне  | Всего на взрослом уровне  | 10 | 3 | 0 | 3 | 8   |